# 安娜·古德尔
安娜·古德尔（英語：Anna Goodale，1983年3月18日—），美国女子赛艇运动员。她曾代表美国参加2008年夏季奥林匹克运动会赛艇比赛，获得女子八人单桨有舵手金牌。